# Sainghin-en-Mélantois
Sainghin-en-Mélantois è un comune francese di 2 520 abitanti situato nel dipartimento del Nord nella regione dell'Alta Francia.

## Società

### Evoluzione demografica
Abitanti censiti